# 纳瓦尔克莱斯
纳瓦尔克莱斯，是西班牙加泰罗尼亚巴塞罗那省的一个市镇。总面积5平方公里，总人口5350人（2001年），人口密度1070人/平方公里。

## 友好城市
- 法國 圣庞斯德托米耶尔